# Квечаны
Квечаны, также известные как юма — индейское племя, проживающее в резервации Форт-Юма в низовьях реки Колорадо, штат Аризона, к северу от границы с Мексикой. Относятся к племенам группы юман (юма), название которой происходит от устаревшего названия данного племени юма. Современная резервация лишь частично охватывает земли, на которой традиционно проживали юманы. Площадь основанной в 1884 году индейской резервации Форт-Юма (Fort Yuma Indian Reservation) составляет 178,197 км², она расположена на юго-востоке округа Империал в штате Калифорния и на западе округа Юма в штате Аризона, близ города Юма.

## История

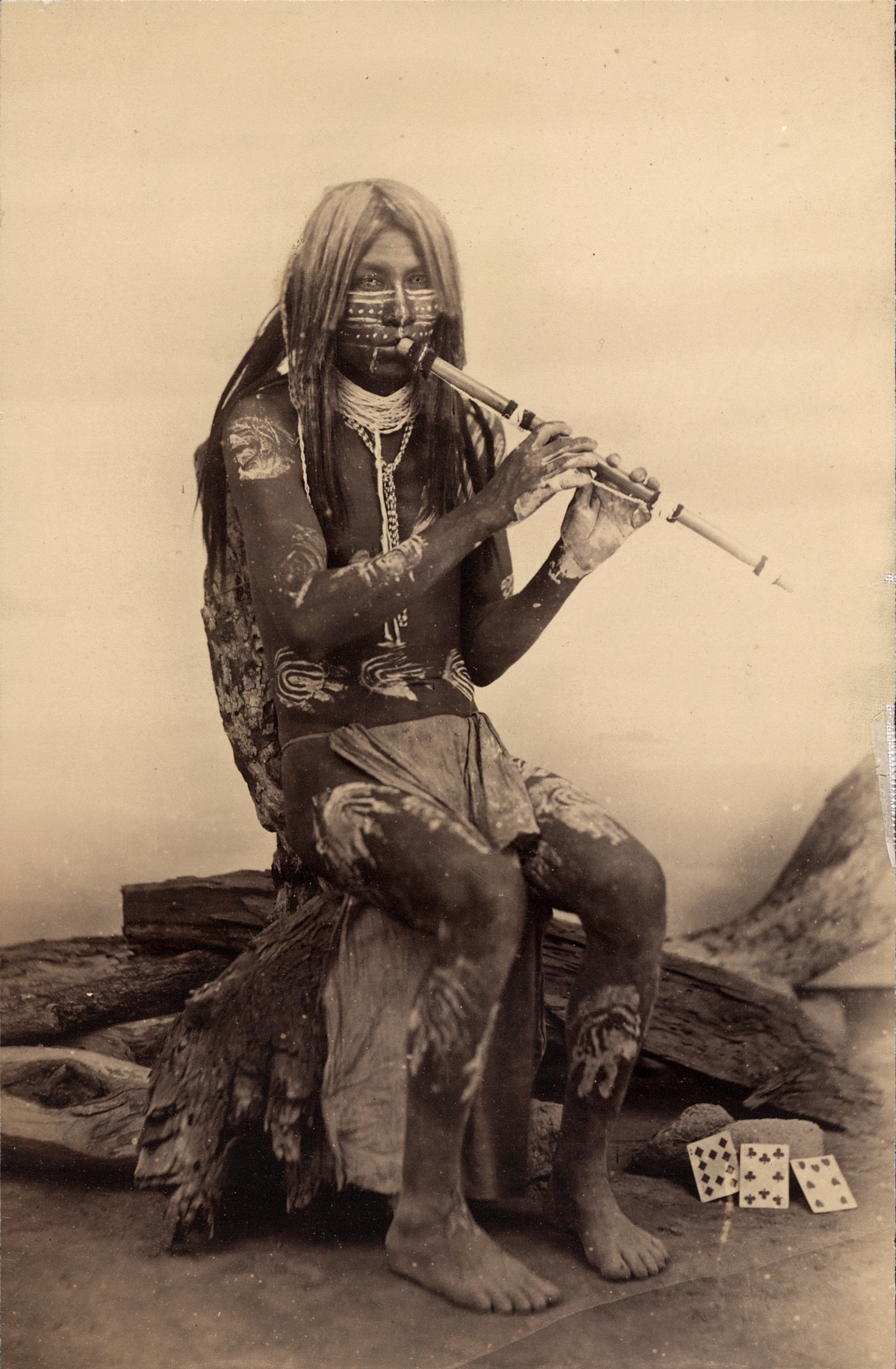
Музыкант в в 1870-1906 гг

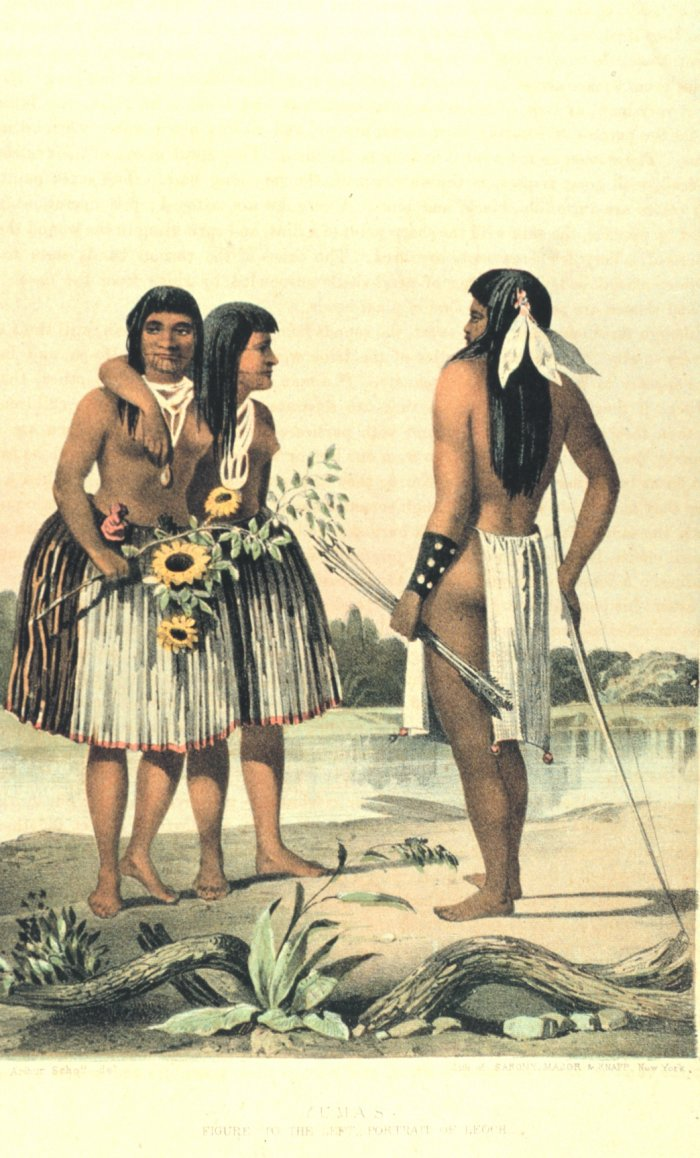
Индейцы-юма. Рисунок из книги: «United States and Mexican Boundary Survey. Report of William H. Emory…» Washington. 1857. Volume I.

Первый важный контакт квечанов с европейскими колонизаторами произошёл, когда испанский землепроходец Хуан Баутиста де Анса и его спутники встретились с племенем зимой 1774 года. Были установлены дружественные отношения, и когда Анса вернулся в 1776 году из своей второй поездки в Калифорнию, вождь племени по имени Пальма и трое других членов племени отправились в Мехико с петицией к вице-королю об учреждении католической миссии. Все четверо приняли крещение 13 февраля 1777 года. Вождь получил в крещении имя Сальвадор Карлос Антонио.
Испанские поселенцы, основавшие поселение на территориях племени, вскоре вступили в конфликт с квечанами, и последние восстали 17-19 июля 1781 года, убив при этом 4 священников и 30 солдат. Также были уничтожены поселения испанских миссий Сан-Педро-и-Сан-Пабло-де-Бикуньер и Пуэрто-де-Пурисима-Консепсьон. В следующем году против племени была проведена карательная экспедиция.
Правительство США в 1851 году организовало Юманскую экспедицию для подавления сопротивления со стороны квечанов в рамках многочисленных Индейских войн, бушевавших незадолго до Гражданской войны в США.
Правительство штата Калифорния также спонсировало печально известную Экспедицию на реку Хила 1857 года против квечанов в отместку за разгром банды Джона Джоэла Глэнтона. Предыстория операции была такова: в 1850-е годы, то есть во времена Калифорнийской золотой лихорадки, квечаны наладили паромную переправу через реку Хила. Члены банды под руководством Глэнтона, контролировавшей конкурирующий паром, избили местного квечанского вождя, в отместку за что квечаны напали на банду и убили большинство её членов.
Правительство Калифорнии согласилось выплачивать участникам экспедиции на квечанов по 6 долларов в день, и 16 апреля 142 человека выступили в поход. Тем не менее, операция провалилась и участники экспедиции оказались в осаде, которая была снята лишь полгода спустя, 16 сентября. Операция обошлась в 113 000 долларов и поставила Калифорнию на грань банкротства.

## Население

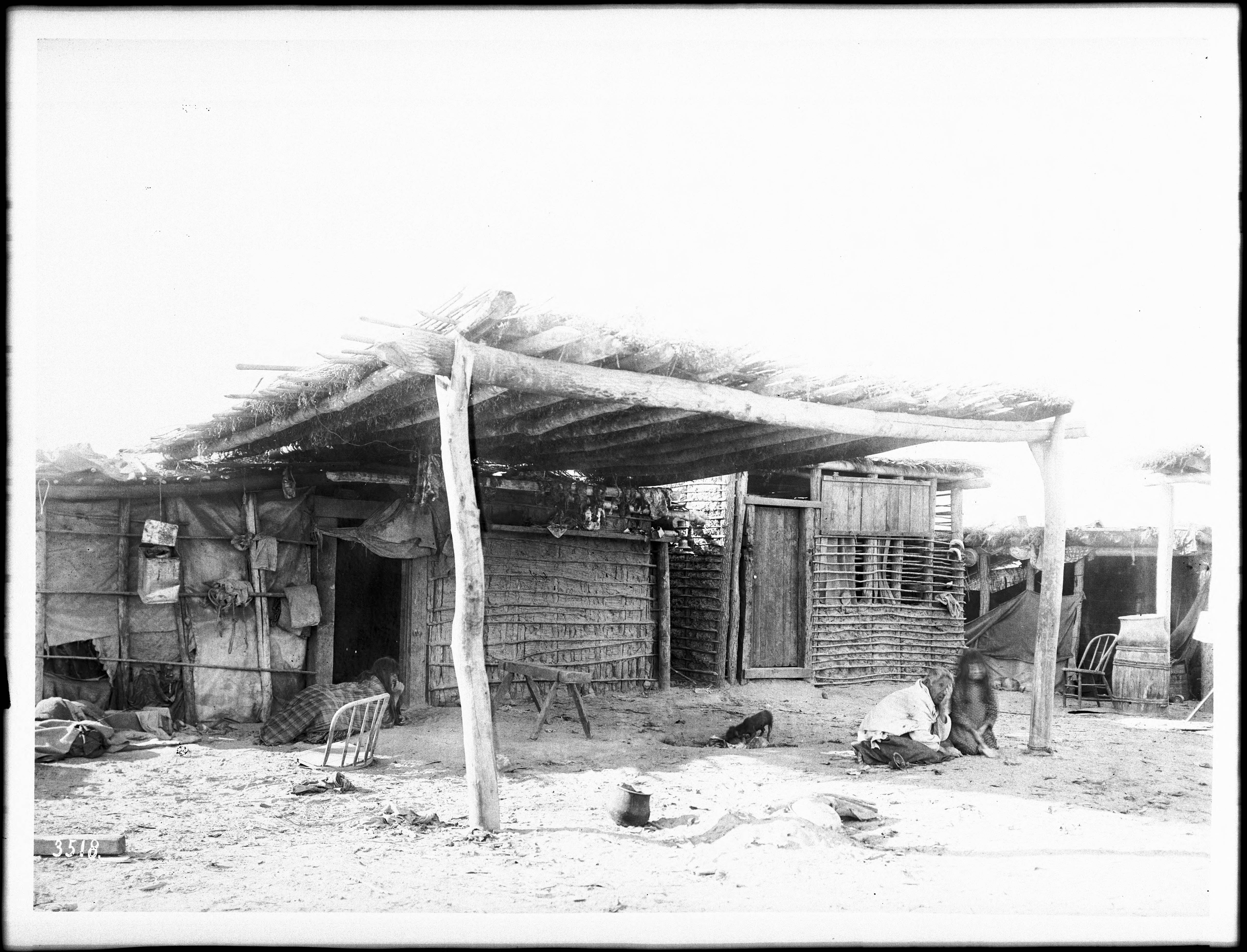
Традиционное жилище, ок. 1900 г.

Оценки численности квечанов (юманов) в момент контакта с европейцами сильно различаются. Альфред Крёбер (1925:883) оценивал население по состоянию на 1770 год в 2500 человек, а Джек Д. Форбс (Jack D. Forbes, 1965:341-343) в 4000 и более.
По состоянию на 1910 год Крёбер оценивал численность квечанов в 750 человек. К 1950 году на территории резервации проживало около 1000 квечанов и ещё 1100 за её пределами (Forbes 1965:343). Согласно переписи США 2000 года, в Индейской резервации Форт-Юма проживало 2376 человек, из которых лишь 56,8 % имели чисто индейское происхождение, а более 27 % имели европейские корни.